# Затока Суворості
Зато́ка Суво́рості (англ. Sinus Asperitatis) - місячне море, яке простягається від Моря Спокою на півночі до Моря Нектару на південному сході, із заходу і сходу оточена континентальними ділянками ґрунту. 
Селенографічні координати об'єкта - 3°48′ пд. ш. 27°24′ сх. д. / 3.8° пд. ш. 27.4° сх. д., діаметр становить 206 км. 
На північному краю Затоки Суворості розташований маленький кратер Торрічеллі (лат. Crater Torricelli), на південній - відома пара кратерів Теофіл (лат. Crater Theophilus) і Кіріл (лат. Crater Cyrillus).